# 聖 -天才・羽生が恐れた男-
『聖 -天才・羽生が恐れた男-』（さとし てんさい・はぶがおそれたおとこ）は、作画:山本おさむ、監修:森信雄による日本の漫画。事実を基にしたフィクションで、『ビッグコミック』（小学館）に連載された。

## あらすじ
いわゆる「羽生世代」と呼ばれる棋士の一人で、将来を嘱望されながらも、幼少期から患っていたネフローゼに起因する膀胱癌により、順位戦A級に在位したまま29歳の若さで夭逝した将棋棋士・村山聖の生涯を、フィクションを交えて追った物語である。
第1巻
村山の幼少期が入院先の「広島中央病院」において重病と闘う傍ら、院内学級で友人と将棋で遊んでいるうちに棋力を上達させ、友人の死を乗り越え、小学4年次に初出場した「中国こども将棋名人戦」で活躍するまで。
第2巻
「中国こども将棋名人戦」で3位に入賞して以降、頭角を表し、小学5年次に全国大会（小学生名人戦）に出場した村山が羽生善治・佐藤康光など後のライバルとめぐり合い、反対する叔父を説得して奨励会試験を受験・合格するまで。
第3巻
奨励会入会以降、病を抱えつつも順調に昇級した村山が、旧知の仲だった他の奨励会員との“鬼勝負”（相手が村山に負けたら奨励会を退会となる）に立ち向かうまで。
第4巻
“鬼勝負”を乗り越えた村山が、1986年7月1日の第45期C級2組順位戦1回戦における羽生と師匠・森の対局を経て将棋との向き合い方を拡げ、それを原動力として四段昇段を遂げ、デビュー直後に快進撃を演じるまで。
第5巻
プロ入り1年目（第46期C級2組）順位戦における奮闘。
第6巻
順位戦初黒星・院内学級時代の友人との再会・羽生との初対局。
第7巻
羽生との初対局に敗れた村山が、その失意から立ち直れず不調に陥り、傷心の中北海道（美瑛）へ一人旅に出るまで。
第8巻
傷心の一人旅に出た村山が、美瑛の町民たちとの出会いから自身が生きる目的を見直し、将棋に向き合い直し、羽生との再戦に勝つ一方、師匠・森や院内学級時代の友人・羽生などのライバルを取り巻く環境の変化を目の当たりにし、決意を改めるまで。
第9巻
順位戦A級初昇級・B級1組への降級・膀胱癌の宣告・執念のA級復帰・膀胱癌との闘い。

## 登場人物

### 実在する棋士
村山聖
本作の主人公。本作では主に順位戦での活躍及び羽生善治とのライバル関係、ネフローゼの闘病が重点的に描写された。
森信雄
第1巻を除く全巻に登場。主に村山との師弟間の関わりが描写されたが、上述の第45期C級2組順位戦1回戦における羽生との対局も描写された（結果は羽生が勝ち）。
羽生善治
第3巻を除く全巻に登場（少年時代を含む）。プロとしての活躍と、それに伴い村山が棋士人生で受けた影響が重点的に描写された。
佐藤康光
第2・4・5・6・8・9巻に登場。羽生の描写と同様に、プロとしての活躍に伴い村山が棋士人生で受けた影響が重点的に描写された。
森内俊之
第4・6・8・9巻に登場。主に佐藤と切磋琢磨して研究に励む場面が描写されたが、第9巻では1996年12月3日の第55期A級順位戦6回戦）における村山との対局が描写された（結果は森内勝ち）。
郷田真隆
第9巻のみ。1998年2月27日の第39期王位戦挑戦者決定リーグ（白組）1回戦の村山との対局が描写された（結果は郷田が勝ち）。
先崎学
第9巻のみ。対局での描写はなく、レストランで村山と共にグラスを傾ける描写がなされた。
丸山忠久
第9巻のみ。1997年7月14日の第56期B級1組順位戦2回戦の村山との対局が描写された。（結果は丸山が勝ち）
島朗
第4・6・8・9巻に登場。主に羽生・森内・佐藤らを率いた研究会「島研」における描写がなされたが、第9巻では村山のA級陥落を決定させる対局（1997年3月3日の第55期A級順位戦9回戦）が描写された。
谷川浩司
第5巻を除く全巻に登場。村山との直接のやり取りは描写されず、名人位獲得・羽生世代との闘いを経た、村山の棋士人生に及ぼした影響が重点的に描写された。
阿部隆
第5巻のみ。1987年6月30日の第46期C級2組順位戦1回戦の村山との対局が描写された。（結果は村山が勝ち）
井上慶太
第6巻および第9巻のみ。第6巻では1988年3月8日の第46期C級2組順位戦11回戦の村山との対局が描写された。（結果は村山が勝ち、村山はこの対局により、1期抜けでC級1組への昇級を決める。）第9巻では村山の死後、偲ぶ会で涙ながらに弔辞を読む描写がなされた。
田中寅彦
第6巻のみ。1988年12月27日の第11回オールスター勝ち抜き戦の村山との対局が描写された。（結果は村山が勝ち）
内藤国雄
第6巻のみ。内藤が詰むと見ていたA級順位戦の局面を、当時奨励会員だった村山が詰まないと反例をもって指摘したエピソードが描写された。
森下卓
第5・6巻のみ。若手時代の順位戦における苦闘が描写された。
中原誠
第4・8・9巻のみ。第4巻では羽生を評価する島の意見に賛同する描写がなされ、第9巻では村山との対局（1997年1月14日の第55期A級順位戦7回戦）が描写された（結果は中原勝ち）。
米長邦雄
第4・6・8巻のみ。
中村修
第4巻のみ。1986年8月29日（当時王将位を保持）の第17回新人王戦4回戦で和服姿で羽生に立ち向かった対局が描写された（結果は羽生勝ち）。
大山康晴
第2・4巻のみ。第2巻ではNHKにて放映された1982年度小学生名人戦で、優勝した羽生を「私が子供の頃よりも香車か角くらい強い」と総評した描写がなされた。作中では村山との直接的なやり取りは描写されなかった。
藤原直哉
第4巻のみ。1986年11月5日の奨励会での対局が描写された（結果は村山が勝ち、この対局をもって奨励会を抜けて四段に昇段した）。
加藤一二三
第4・9巻のみ。
泉正樹
第5・6巻のみ。
日浦市郎、河口俊彦
第6巻のみ。
増田裕司、田丸昇
第9巻のみ。

### 実在する棋士以外の人物
大崎善生
作家。村山が現役・存命だった時期は日本将棋連盟雑誌編集部の職員で、作中でも同様の描写がなされている。
本作が連載されていた2000年には、本作とは別に村山を描いたノンフィクション小説『聖の青春』を執筆していた。同書は、本作を描く上での参考文献として名前が挙がっている。
畠田理恵
女優。1996年に羽生善治と結婚。作中では羽生との挙式が描写されている。
薬師丸ひろ子
女優・歌手。作中では村山がデートで赴いたコンサートにおいて「元気を出して」を歌唱する場面が描写されている。

### 架空の棋士・将棋関係者
榊圭介
第5巻及び第6巻に登場。村山同様に幼少期に患った難病に加え、複雑かつ貧困な家庭環境に育った中、将棋で生計を立てる道を見つけ出しプロ棋士となるも、東小路秀征（後述）の対局中に持病の発作を起こし長期休場、以降、希望の概念を全否定しつつ、相手に絶望感をも与えるような棋風に転向。
作中では第46期C級2組順位戦5回戦の村山との対局が描写され、村山が再三に亘る榊の奇襲を乗り越え優勢となったものの、最終盤で打ち歩詰めの局面に誘導され、結果は榊が勝利した。
なお、実際の第46期C級2組順位戦5回戦（1987年10月6日）における村山の対局相手は有森浩三であり、当該対局が当期順位戦における村山の唯一の黒星であった。
東小路秀征
第5巻に登場。榊圭介（前述）と同世代と見られる棋士で、榊とは対照的に裕福な家庭環境に育ち、幼少期から将棋の英才教育を受け、プロ棋士となった。
前述の榊との対局に勝利して以降、順位戦において昇級したとされる。
加瀬伸治
第3巻・第4巻では奨励会員、第6巻以降は将棋観戦記者。
奨励会在籍中は村山との唯一無二の友情を育んだが、皮肉にも年齢制限間際の初段昇段を賭けた対局で村山と当たり、“鬼勝負”を余儀なくされ、当該対局に敗れ奨励会を退会。以降は将棋観戦記者などの執筆業で生計を立て、村山との交流は続けられた。
実在する指導棋士・将棋観戦記者の加藤昌彦をモデルにして描写したとされている。
尚、加藤は1980年に小林健二門下で奨励会に入会、12年間で二段まで昇段し、1992年には年齢制限で退会。以降、赤井英和の付き人をしながら役者を志した時期があったものの、1993年には指導棋士の資格を取得し、将棋関連の文筆業に専念して現在に至る。

### 架空の人物
高橋直人
第1巻に登場。村山と同じ病院に入院している院内学級の同窓生。喘息を患っている。
将棋が得意で、彼との出会いが村山が将棋を始めるきっかけとなった。明るい性格で、院内学級の中ではムードメーカー的存在だが、家庭環境には恵まれておらず、母の再婚相手の家族からは直人の病気が原因で疎まれている。
年末に直人が一時帰宅をした際に、家庭内で諍いが起きた事から直人は再び病院へ戻るために乗車したバスの車内で、持病の喘息が悪化して救急搬送された病院で亡くなってしまう。

## 書誌情報
- 『聖 -天才・羽生が恐れた男-』小学館〈ビッグコミックス〉、全9巻
  1. 2000年5月1日発行、ISBN 4-09-185601-2
  2. 2000年7月29日発行、ISBN 4-09-185602-0
  3. 2000年10月30日発行、ISBN 4-09-185603-9
  4. 2001年2月28日発行、ISBN 4-09-185604-7
  5. 2001年7月30日発行、ISBN 4-09-185605-5
  6. 2001年12月25日発行、ISBN 4-09-185606-3
  7. 2002年5月30日発行、ISBN 4-09-185607-1
  8. 2002年8月30日発行、ISBN 4-09-185608-X
  9. 2002年9月30日発行、ISBN 4-09-185609-8
- 『聖 -天才・羽生が恐れた男-』〈新装版〉小学館〈ビッグコミックス〉、全3巻
  1. 2016年10月28日発行、ISBN 978-4-09-189279-9
  2. 2016年10月28日発行、ISBN 978-4-09-189280-5
  3. 2016年10月28日発行、ISBN 978-4-09-189281-2